# Il signore delle mosche
Il signore delle mosche (titolo orig. Lord of the Flies) è il primo romanzo dello scrittore britannico William Golding, pubblicato nel 1954. Il libro ha come protagonisti un gruppo di ragazzini britannici bloccati su un'isola disabitata e racconta i loro disastrosi tentativi di autogovernarsi, che li hanno condotti verso una condizione di barbarie. I temi del romanzo includono la moralità, la leadership e la tensione fra la civilizzazione e il caos.
Pubblicato in 3000 copie, vendute inizialmente con lentezza, l'opera acquisì presto largo favore fino a diventare un classico del genere, con milioni di copie vendute nel mondo.

## Contesto
Il libro è ambientato nel mezzo di una delle due grandi guerre: vi viene descritta passo a passo la discesa nella barbarie di un gruppo di studenti ordinari e dei membri di un coro musicale, abbandonati a se stessi in un luogo paradisiaco totalmente separato dalla moderna civiltà. I ragazzini, inizialmente ben educati, cominciano un po' alla volta a regredire ad uno stato umano sempre più primitivo.
Un aereo precipita in mare, e l'unica salvezza è l'isola disabitata che si trova nei pressi. Gli unici sopravvissuti al disastro sono un gruppo di ragazzi inglesi, tutti di buona famiglia borghese nell'età della preadolescenza, assieme ad altri molto più piccoli; insieme si mettono subito all'opera nel tentativo di auto-organizzarsi e governarsi con regole precise pur essendo senza alcun aiuto né controllo da parte di un'autorità adulta. Ben presto, la loro vita si trasforma in un incubo infernale: qualcosa comincia a non funzionare come dovrebbe, in quanto emergono paure ancestrali del tutto irrazionali e comportamenti antisociali, da cui si sviluppa una vicenda che metterà a nudo gli aspetti più selvaggi e bestiali della natura umana.
Il Signore delle mosche rappresenta il manifesto della poetica dell'autore, che può essere riassunta in questa frase: "Gli umani producono il male come le api producono il miele".
Nel 2011, in occasione del centenario della nascita di Golding, la Biblioteca Bodleiana ha esposto al pubblico il manoscritto originale, assieme ad altri memorabilia, tra cui alcune lettere tra l'editore e Golding, in cui si chiede all'autore di tagliare i riferimenti più espliciti al cristianesimo e alla guerra nucleare.

## Storia

### 1 - Il suono della conchiglia
Nel mezzo di un'evacuazione, un aeroplano britannico si schianta in una remota regione dell'Oceano Pacifico. Ritrovatisi naufraghi su un'isola deserta, il biondo Ralph in compagnia di un ragazzo occhialuto e sovrappeso (che subito ma a malincuore accetta di assumere il nomignolo di "Piggy", cioè maialino) trova una conchiglia marina che, suonata da Ralph come fosse un corno, diventa il primo richiamo in direzione degli altri sopravvissuti. Questo suono fa accorrere un gran numero di ragazzini dispersi, tra cui i gemelli Sam ed Eric, e un gruppo di coristi, guidato dal fulvo Jack.
Grazie in gran parte al fatto che Ralph appare capace di riunire i più piccoli e assumersene per quanto può la responsabilità, questi viene rapidamente eletto "capo", anche se non riceve i voti dei membri del coro; ed ecco che il riflessivo e saggio Ralph indicherà subito, come uno dei provvedimenti principali da prendere e rispettare, quello di mantenere sempre acceso un fuoco sulla montagna e proteggerlo, affinché il segnale di fumo possa avvertire eventuali navi di passaggio della loro presenza sull'isola.
I ragazzi decidono inoltre che chi detiene la conchiglia deve avere il diritto di parola, di esprimere quindi la propria opinione alle adunate in assemblea, ottenendo in cambio il silenzio attento di tutti gli altri.

### 2 - Fuoco sulla montagna
Jack organizza il suo gruppo composto dai coristi per una prima battuta di caccia, cosicché diviene il responsabile per l'approvvigionamento di carne fresca; addentratisi all'interno, si dirigono verso la montagna e, ad un certo punto, decidono di provare a vedere se riescono ad accendere un rogo.
Ai due leader naturali si aggiunge però poco dopo anche un ragazzo tranquillo dall'aria un po' sognante di nome Simon; Piggy invece, anche se divenuto subito accompagnatore nonché consigliere di Ralph, viene di fatto relegato al ruolo di emarginato dai ragazzi più grandi e continua fonte di risa e scherno da parte di un po' tutti. Simon intanto, oltre a sovrintendere al progetto di costruzione di alloggi e rifugi, dimostra un istintivo bisogno di proteggere quelli più piccoli e indifesi, prendendosene cura.

### 3 - Capanne sulla spiaggia
Comincia anche ad aleggiare poi tra i ragazzi la paura riguardante la presenza di una indefinibile "Bestia". Alcuni fanno riferimento ad un presunto mostro che vivrebbe all'interno, un demone ignoto ancestrale che terrorizza i giovani; ciò si insinua sempre più nell'animo dei ragazzi fino a quando non renderà a tutti la vita sempre più terribile.
Ognuno dei ragazzi deve quindi iniziare ad adattarsi come meglio può alla nuova situazione venutasi a creare; si cominciano a costruire i rifugi e a raccogliere le prime provviste di cibo e acqua; questa parvenza di ordine però deteriora rapidamente e dopo un po' la maggior parte di loro inizia a non preoccuparsi più molto di queste fondamentali necessità quotidiane e trascorre invece la giornata tranquillamente a giocare e a mangiare frutti appena colti. Il tempo passa e i ragazzi si abituano sempre più a quel modo di vivere fatto di giochi e divertimento, dimenticando spesso anche di tenere il fuoco acceso.

### 4 - Facce dipinte e capelli lunghi
Jack, il quale ha iniziato implicitamente una lotta di potere con Ralph, insieme a Roger e ai più avventurosi, già abbastanza insofferenti della pacata, seria e tranquilla disciplina imposta con autorevolezza da Ralph, provano ad inoltrarsi verso l'interno; come segno di riconoscimento e distinzione, ma anche per mimetizzarsi nel mezzo del bosco, si dipingono le facce col nero del legno carbonizzato. Sommato ai capelli che già scendono un po' a tutti lunghi sulle spalle, la pittura li fa sembrare degli autentici selvaggi primitivi.
Ad un certo punto, i suoi seguaci, lanciandosi in una caccia al maiale, abbandonano i posti che erano stati assegnati loro a guardia del focolare. Proprio in quel frangente una nave passa nelle vicinanze dell'isola. Tuttavia, essendo assente il segnale di fumo, nessuno dell'equipaggio si accorge dei naufraghi, pertanto l'imbarcazione prosegue ignara per la sua destinazione, senza essere stata allertata.

### 5 - Una bestia dal mare
Ben presto la coesione dei due gruppi (uno addetto al fuoco e alle abitazioni e l'altro addetto all'approvvigionamento di selvaggina) perde la sua ragion d'essere ed il ruolo di comandante in capo svolto fino ad allora da Ralph comincia a venir meno: si tralascia quindi la costruzione delle capanne e il tentativo di organizzazione di Ralph viene distrutto. Dopo un'assemblea disastrosa, viene messa in discussione l'autorità di quest'ultimo e sembra quasi prendere il suo posto al comando Jack, col suo gruppo di cacciatori, abbandonati ormai alla vita selvaggia e alla superstizione più arcaica.
Fortemente irritato dalla piega che hanno preso gli eventi, Ralph considera e medita sulla possibilità di lasciare la sua posizione di comando, ma viene convinto a non farlo da Piggy con il sostegno di Simon. Piggy si fa infine strada nel cuore dei più piccoli, convincendoli che, forse, la terribile bestia possa essere un enorme mostro marino che durante la notte nuota verso la riva in cerca di cibo.

### 6 - Una bestia dal cielo
Mentre Jack inizia a tramare con i suoi contro la leadership di Ralph, i gemelli "Sammeric", ora addetti al mantenimento del segnale di fumo, intravedono nel buio il cadavere di un pilota ancora attaccato al suo paracadute, appeso ai rami d'un grande albero. Scambiando in un primo momento il corpo dell'uomo con la bestia che spaventa i più piccini, corrono a perdifiato ai rifugi che Ralph, con la collaborazione di Simon ha appena finito di far costruire, con l'intento di avvertire tutti del pericolo.
Questo avvenimento inaspettato sembra creare nuove tensioni tra Jack e Ralph: il cacciatore promette infatti da parte sua di partire immediatamente assieme ai suoi per andare ad uccidere la fantomatica 'Bestia'; anzi, pensa di portare il gruppo dall'altra parte dell'isola, e lì magari innalzare un fortino, da cui poter dominare con lo sguardo e controllare tutta la zona circostante.

### 7 - Ombre e alti alberi
I cacciatori sono lanciati sulle tracce di un branco di cinghiali selvatici e ne hanno preso uno, ne riescono oramai a seguire la pista con agilità, la direzione è chiara; preso da manie di protagonismo ad un certo punto Jack impone agli altri una prova di coraggio, addentrarsi cioè sempre più verso l'interno là ove si erge una montagna pietrosa - battezzata "Castle Rock" - la quale potrebbe anche esser il vero luogo di residenza, sostiene, della bestia misteriosa.
Ma solamente il suo già fanatico e un po' sadico alleato e sostenitore Roger sembra disposto a seguirlo ad occhi chiusi; Ralph, che non ha potuto sottrarsi dal dimostrare di non avere paura, va avanti per un po' tra le ombre dei grandi alberi assieme agli altri due, fino a che non li convince a desistere.

### 8 - Un dono per le tenebre
Quest'ultimo fatto, sommato ai precedenti, rafforza ancor più l'intenzione di Jack di scalzare l'avversario dal posto di comando tramite una specie di 'insurrezione generale'; avendo però ricevuto ancora una volta ben poco sostegno dalla comunità, Jack, Roger ed un altro ragazzo abbandonano i rifugi per formare una tribù autonoma separata.
Poco alla volta però riescono ad attrarre a sé nuove reclute sottraendole al gruppo principale, anche grazie ad un affascinante rituale in cui i loro membri, addentando carne di maiale, si dipingono il volto realizzando poi strane danze ed offrendo sacrifici in onore della bestia (o per cercare di attirarla a sé). La testa di un maiale ucciso precedentemente da Jack, infilzata su un palo e attorniata dagli insetti, diventa il loro totem primario.

### 9 - Una visione di morte
Simon intanto (probabilmente affetto da epilessia), si allontana da solo per riflettere fino a quando non inciampa nella testa di maiale mozzata lasciata da Jack come offerta alla bestia; il ragazzo, vedendola brulicare di mosche, la immagina immediatamente come "Il Signore delle mosche" (epiteto fenicio del dio Belzebù) ed ha l'allucinazione che stia parlando con lui. Questa 'testa parlante' pare rivelargli allora che essi non sarebbero mai riusciti a fermarlo in quanto si trova già all'interno di tutti loro, avendo contagiato gli animi dei ragazzi.
Lungo la via del ritorno anche Simon individua il paracadutista morto scambiato per la bestia, ed è così il primo ed unico membro del gruppo a riconoscere finalmente la 'verità': il presunto mostro non è altro che un semplice cadavere umano il cui corpo privo di vita viene fatto muovere scompostamente dal vento. Il ragazzo spera di trovare il prima possibile Ralph per rivelargli la scoperta appena fatta; mentre febbricitante ritorna barcollando alla spiaggia trova invece la tribù di Jack nel bel mezzo di una festa tribale dei cacciatori.
Intenti a danzar mezzi nudi attorno al focolare circondati dalle tenebre, i ragazzi scambiano lo stesso Simon per la bestia, che viene così assassinato dalle lance scagliate dai compagni che paiono essere stati colti da un delirio frenetico.

### 10 - La conchiglia e gli occhiali
Jack e la sua banda di selvaggi decidono che devono rubare gli occhiali a Piggy, unico mezzo che possa permettere loro di accendere il fuoco all'interno dell'isola, concentrando i raggi solari; compiono così un'incursione al campo di Ralph riuscendo ad entrare in possesso degli occhiali e tornano poi di corsa alla loro dimora a Castle Rock. Ralph, che ormai è stato abbandonato dalla maggior parte dei suoi iniziali sostenitori, si dirige in direzione della rocca per confrontarsi faccia a faccia con Jack e cercare di recuperare gli occhiali di Piggy, senza i quali il ragazzino non riesce a vedere ad un palmo dal naso.

### 11 - Il Castello
Portando con sé l'ultimo simbolo di autorità rimastogli, la conchiglia, accompagnato da Piggy e dai gemelli, Ralph arriva all'accampamento della tribù del rivale e chiede a Jack che gli venga immediatamente restituito quello che per il povero Piggy è un oggetto prezioso in quanto senza di essi non riesce a vedere nulla. Ma una parte della tribù li ha già accerchiati prendendoli alle spalle; i gemelli vengono fatti prigionieri mentre Roger, facendo precipitare un masso dal punto in cima al dirupo dove si trova in osservazione, uccide Piggy spaccandogli la testa a metà e manda in frantumi la conchiglia. Ralph riesce a stento a fuggire, mentre Sam ed Eric vengono torturati fino a quando non accettano anch'essi di unirsi alla tribù di Jack.

### 12 - Il grido dei cacciatori
La mattina seguente Jack ordina ai suoi sottoposti, il branco, di cercare il nemico costituito ora solo da Ralph ma, non trovandolo, decide di dar fuoco all'intera isola per cercare di bloccarlo ed infine ucciderlo. La caccia all'uomo prosegue frenetica con le fiamme che avanzano sempre più e al ragazzo inseguito non resta che tuffarsi a capofitto in fuga nella foresta e correre verso la spiaggia, attendendo la morte. Qui però si imbatte fortunatamente in un ufficiale di marina la cui nave militare, essendo stata attratta dal fumo, si era fermata proprio in quel momento davanti all'isola.
Ralph piange disperato per le morti atroci capitate a Simon e Piggy e per la fine dell'innocenza che l'oscurità ha portato a tutti loro. Nel chiedere le prime informazioni sullo stato dei presenti - oramai son sopraggiunti anche gli altri - l'ufficiale chiede: "Non avrete mica ammazzato nessuno, spero". L'uomo però venuto a conoscenza dei due delitti rimarrà dapprima sconvolto, ma poi diviene commosso e imbarazzato dalle lacrime del gruppo, in cui è rimasto indelebile il ricordo della terribile avventura appena vissuta.

## Personaggi
- Ralph: un ragazzo di circa 12 anni e mezzo, si presenta come personaggio 'buono' e saggio in contrapposizione all'antagonista negativo e più 'malvagio' rappresentato da Jack, che diventa a tutti gli effetti un selvaggio. Quantomeno inizialmente, tuttavia, egli si dimostra anche notevolmente altezzoso e distaccato, convinto di essere l'unico in grado di delineare un piano rispetto a gli altri, e al contempo trasmette in essi calma e tranquillità.

- Piggy: un ragazzino grassottello e asmatico fatto immediatamente oggetto di umiliazioni ed insolenze, ma è anche l'autentica mente pensante della compagnia, la memoria più viva di quell'umanità così improvvisamente abbandonata a se stessa: rappresenta la ragione assoluta, l'"uomo civilizzato" (per quel poco che ne rimane), quella parte dell'animo umano che per farsi accettare e capire e per ricercare un ruolo importante nel mondo ha bisogno di regole. Dimostra anche di essere un tipo nostalgico quando ricorda più volte a Ralph le proprie abitudini a casa. Almeno all'inizio, è molto ricercato dagli altri perché è l'unico a disporre di un paio di occhiali grazie ai quali poter accendere il fuoco, utilizzando le lenti che concentrano i raggi del sole. Il suo nome vero è sconosciuto: Piggy infatti è un soprannome derisorio, ovvero "Maialino", il che lo identifica subito come potenziale vittima sacrificale.

- Jack: alto, magro e con i capelli rossi, è un tipo forte, impulsivo e dal carattere alquanto aggressivo; è un patito della caccia e costituisce l'espressione dell'istinto più violento e represso dell'animo umano. Ambisce a divenire guida della comunità, ma il suo carattere arrogante degenera progressivamente in atti di violenza e crudeltà gratuite. Cerca il riconoscimento della propria virilità, di voler essere il 'grande' del gruppo, e dimostrare la sua "superiorità" cacciando e conquistando la stima degli altri, o dai racconti, esagerati, o dai giochi evocativi della caccia. Può essere considerato come metafora del politico irrazionale e autoritario, che detiene il potere sfruttando la forza fisica, la superstizione e gli istinti più arcaici dell'essere umano.

- Simon: un ragazzino molto timido che spesso ha paura di dire la sua opinione perché teme il giudizio altrui, anche perché viene sempre preso in giro. Dopo esser fuggito dal gruppo scopre casualmente che la fantomatica "bestia" non esiste affatto, ma viene ucciso prima di riuscire a divulgare tale notizia. Il ragazzo pare soffrire di epilessia, malattia che gli altera il flusso di coscienza e che gli provoca svenimenti e allucinazioni, come fosse un moderno sciamano: in lingua ebraica Shim'on significa "sentire-ascoltare", ed è quindi "colui che ascolta", e nell'ambito del simbolismo del romanzo, Simon rappresenta il personaggio più spirituale, una sorta di profeta visionario; esemplare il suo colloquio immaginario proprio con il Signore delle mosche, la testa di maiale donata da Jack e dal suo gruppo alla bestia, e che si paleserà a voce solamente a Simon. La sua morte rappresenta la perdita della verità, dell'innocenza e del buon senso.

- Roger: è l'aiutante di Jack, e rappresenta la parte veramente violenta dell'essere umano, l'istinto malefico. Sin dall'inizio è infatti evidenziata la sua tendenza a fare cattiverie e a lanciare sassi ai più piccoli (indifesi e innocenti), frenato a far loro del male solo dal suo retaggio d'educazione. La sua violenza si sprigiona quando si allea con Jack, momento in cui diventa definitivamente cattivo, uccidendo Piggy e ferendo gravemente i gemelli.

- Sam ed Eric: i gemelli della comunità, il cui compito diventa quello di mantenere acceso il fuoco. Sono estremamente uniti, fanno tutto insieme e sono pertanto chiamati "Sammeric".

## Temi principali e mondo ideale dello scrittore
Il tema predominante del romanzo riguarda la visione pessimista, circa la concezione dell'uomo, che l'autore crede intrinsecamente "cattivo", sia in natura che in società. Difatti, lo stesso Golding scriverà che: "L'uomo produce il male come le api producono il miele”.
Un secondo tema di rilievo riguarda l'inselvatichimento dei bambini, qui protagonisti della storia. Il critico Stefano Brugnolo, infatti, individua come nel romanzo vi sia una sorta di "going savage collettivo", per cui i protagonisti della storia, guidati da una giovane versione del Kurtz di Heart of Darkness, vale a dire Jack, iniziano a praticare veri e propri sacrifici umani. Ironicamente, nonché in modo circolare (infatti a inizio libro è proprio Jack a porre enfasi sulla superiorità morale del gruppo dovuta alla nazionalità), il romanzo si conclude con un ufficiale inglese che afferma che si aspettava qualcosa di meglio da dei bambini inglesi. L'affermazione del soldato, quindi, segnala ironicamente e tragicamente come l'inselvatichimento del gruppo sia dovuto essenzialmente al fatto che la cultura occidentale, al massimo delle sue capacità, può al limite nascondere le vere pulsioni umane, che qui si presentano come volontà di dominio, selvatichezza e follia. 

## Totalitarismo e influenza delle masse
Golding semplifica all'estremo gli eventi sull'isola per poter arrivare a definire la scintilla elementare che può far scaturire la nascita dei totalitarismi. I bambini infatti si ritrovano soli su un'isola che offre loro cibo e acqua, su cui non si soffre il freddo e dove è facile costruirsi un riparo dalle intemperie. Le uniche due paure latenti sono la paura di ciò che può avvenire loro durante il sonno (che chiameremo paura primaria) e la paura di non essere più salvati (che chiameremo paura secondaria).
In questo contesto, tra i due leader, il razionale Ralph e l'istintivo Jack, vince quest'ultimo poiché propone al gruppo l'eliminazione della belva affrontandola con coraggio (eliminazione della paura primaria), contro la proposta debole e più a lungo periodo di Ralph di tenere sempre un fuoco acceso (eliminazione della paura secondaria) per non rischiare di non essere avvistati da una nave di passaggio. Se pensiamo alla nascita dei totalitarismi, chi è riuscito a cavalcare l'onda di paure che minavano l'istinto di sopravvivenza delle masse ha preso facilmente il sopravvento potendo permettersi misfatti aberranti in una apparente accondiscendenza collettiva. La collettività infatti inizialmente è portata a tollerare al leader i misfatti più crudeli perché li considera un male necessario o temporaneo, e il proprio capo, pur con qualche difetto, l'unico in grado di condurli in salvo. Solo col tempo si acquisisce la consapevolezza di essere invece soggiogati al capo e che non si è più in grado di uscirne con le sole proprie forze.
Sono cause improvvise provenienti dall'esterno, che il potere costituito dal tiranno non è riuscito a contenere, che liberano le masse dai lacci che le tenevano soggiogate, ridando loro la forza e il coraggio per ribellarsi. Nel racconto, l'orientamento del branco verso i dettami di Jack svanisce improvvisamente con l'arrivo del capitano, rappresentando quest'ultimo una forza esterna di elevato potere in grado di determinare, con la sua sola presenza, la liberazione dall'oppressore. Vi è un punto di non ritorno in tutti i totalitarismi in cui il capo diventa agli occhi dei seguaci un oppressore e l'equilibrio del suo governo passa da stabile a instabile. Questo punto di non ritorno è determinato dalla sopravvenuta consapevolezza delle masse dell'inefficacia del capo nel raggiungimento degli scopi prefissati, maturata dalla constatazione di promesse fatte dal capo durante la propria ascesa al potere e mai mantenute, e che lo stesso avrà quasi sicuramente mostrato come in fase di perenne ultimazione, controllando e gestendo ad hoc l'informazione nel tentativo di allontanare il più possibile la verità dagli occhi dei propri seguaci.
Ma una paura che mini l'istinto di sopravvivenza dell'individuo può essere essa stessa creata ad arte da chi persegue il potere affinché possa più facilmente controllare le masse: nel racconto, il principale promotore della "belva" è Jack stesso (gli altri bambini, compreso Ralph e Piggy, evitano di parlarne, talmente ne sono terrorizzati!). Jack capisce questa debolezza del gruppo e vuole cavalcarla per la conquista del potere: decide quindi di affrontare la belva e sconfiggerla ed in questo modo guadagna il consenso del gruppo, a scapito del democratico Ralph. Una volta al potere, egli stesso sceglie di mantenere in vita la belva, idolatrandola e rabbonendola anche a mezzo di sacrifici umani per alimentarne la paura. Ciò permette a Jack di esercitare facilmente il controllo sul gruppo: ogni bambino si trova bloccato all'interno del perimetro del recinto per paura della belva e impossibilitato a contraddire Jack e i suoi colonnelli, per paura di diventare dono sacrificale. È questa la sorte che spetta a Ralph, in quanto unica possibile unità destabilizzante. Per il resto del gruppo, nessuna via d'uscita se non il perseguimento dello stesso potere costituito e il rispetto delle regole, unica possibilità per tentare di scalare qualche grado nella gerarchia del potere e migliorare così il proprio status sociale.

## Opere derivate

### Cinema
- Il signore delle mosche (1963), di Peter Brook
- Alkitrang Dugo (1975), di Lupita A. Concio
- Il signore delle mosche (1990), di Harry Hook
- Un quarto adattamento, ora al femminile, fu annunciato dalla Warner Bros. nel 2017,[5][6] ma il progetto è stato in seguito abbandonato. Nel 2019 si è cominciato a parlare nuovamente dell'adattamento al femminile, che sarebbe stato diretto da Luca Guadagnino[7]. Un adattamento al femminile è uscito nel 2018, Ladyworld.

### Televisione
La serie Lord of the Flies, prodotta da BBC One, è ancora in lavorazione. A scrivere la sceneggiatura è Jack Thorne, diretta dal regista Marc Munden.

## Influenza culturale

### Letteratura
- La cittadina di Castle Rock, che compare in numerosi romanzi e racconti di Stephen King, deve il suo nome al fortino che appare ne Il signore delle mosche. Il romanzo stesso compare nelle sue opere Cujo, Misery, Cuori in Atlantide e L'istituto; lo stesso King ha scritto l'introduzione all'edizione del 2011 de Il signore delle mosche, per celebrare il centesimo anniversario della nascita di Golding.

### Musica
- Shadows and Tall Trees (1980), degli U2
- Lord of the Flies (1995), degli Iron Maiden
- Lord of the Flies (2009), dei Rage
- Lord of (F)lies (2019), di Tigna
- Lord of Flies (2019), dei Cane Hill
- Il Signore delle Mosche (2024), di Kid Yugi[8]

### Altro
- Il libro è citato nel film del 2012 Il lato positivo, diretto da David O. Russel.
- La serie TV The Society (2019) presenta alcune tematiche simili.

## Traduzioni italiane
- Il signore delle mosche, traduzione di Filippo Donini, Collana La Piramide (serie verde) n.50, Firenze, Aldo Martello, giugno 1958.
- Il signore delle mosche, traduzione di Filippo Donini, Milano, Mondadori, 1966-2016.
- Il signore delle mosche, traduzione di Laura De Palma, Collana Oscar Moderni, Milano, Mondadori, maggio 2017, ISBN 978-88-04-67685-0. - Illustrazioni di Jorge Gonzáles, Collana Oscar Moderni Cult, Mondadori, ottobre 2024, ISBN 978-88-047-9714-2.